# Valerie Plame
Valerie Elise Plame (Anchorage, Estados Unidos, 13 de agosto de 1963) es una ex agente encubierta de la CIA cuya identidad fue revelada el 14 de julio de 2003 en una nota del periodista Robert Novak publicada por el Washington Post.
El escándalo e investigación consiguientes resultó en acusaciones de perjurio y obstrucción de la justicia contra el jefe de personal del vicepresidente Dick Cheney.

## "Plamegate"
Al ser Valerie Plame la tercera esposa del ex diplomático estadounidense Joseph Wilson, y estar especializada en armas de destrucción masiva, motivó que los partidarios del presidente George W. Bush tomaran estos hechos como indicios de que fue Plame quien tuvo la idea de enviar a su esposo en su viaje para la CIA a Níger. Wilson viajó al país africano en febrero de 2002 para comprobar la posible conexión entre la industria local del uranio y Saddam Hussein. Después del viaje, Wilson escribió una columna en el New York Times, afirmando convincentemente que Níger no vendió uranio a Irak. Ocho días después, Novak reveló la identidad de Plame tras una filtración de Richard Armitage.
La filtración condujo al juicio federal conocido como United States v. Libby, en el marco del cual se encontró al consejero Scooter Libby culpable de los delitos de perjurio, falso testimonio y obstrucción a la justicia, siendo condenado a treinta meses de prisión y a una multa de U$ 250.000. El 2 de julio de 2007 el entonces presidente Bush eliminó la pena de prisión, señalando que la encontraba excesiva.

### Adaptación cinematográfica
En 2010 el cineasta Doug Liman dirigió la cinta Fair Game basada en el libro Fair Game: My Life as a Spy, My Betrayal by the White House, que recoge la versión de Plame.